# Sálih Šahrí
Sálih Khalid Šahrí (* 1. listopadu 1993 Džidda) je saúdskoarabský profesionální fotbalista, který hraje na pozici útočníka za saúdskoarabský klub Al Hilal FC a za saúdskoarabský národní tým.

## Klubová kariéra

### Al Ahli
Šehrí je odchovancem saúdskoarabského klubu Al-Ahli.

#### Mafra a Beira-Mar (hostování)
Šehrí odešel v roce 2012 na hostování do portugalských klubů CD Mafra a SC Beira-Mar. 2. září 2012 debutoval v dresu Beira-Mar proti Moreirense a hned ve svém prvním soutěžním utkání se střelecky prosadil. Šehrí se stal prvním Saúdským Arabem, který skóroval v Evropě. Ve svém druhém utkání, proti Vitórii, vstřelil nejrychlejší gól sezóny 2012/13 portugalské Primeira Ligy. Šehrí odehrál v dresu Beira-Mar dohromady 11 utkání, ve kterých vstřelil 2 branky.

## Reprezentační kariéra
Šehrí debutoval v saúdskoarabské reprezentaci 14. listopadu 2020 v přátelském zápase proti Jamajce.
V říjnu 2022 byl nominován na závěrečný turnaj Mistrovství světa ve fotbale 2022. 22. listopadu skóroval při překvapivé výhře 2:1 nad Argentinou.

## Statistiky

### Klubové
K 22. listopadu 2022
| Klub              | Sezóna  | Liga             | Liga   | Liga | Národní pohár | Národní pohár | Ligový pohár | Ligový pohár | Kontinentální poháry | Kontinentální poháry | Ostatní | Ostatní | Celkem | Celkem |
| Klub              | Sezóna  | Liga             | Zápasy | Góly | Zápasy        | Góly          | Zápasy       | Góly         | Zápasy               | Góly                 | Zápasy  | Góly    | Zápasy | Góly   |
| ----------------- | ------- | ---------------- | ------ | ---- | ------------- | ------------- | ------------ | ------------ | -------------------- | -------------------- | ------- | ------- | ------ | ------ |
| Mafra (host.)     | 2011/12 | Segunda Divisão  | 2      | 0    | 0             | 0             | 0            | 0            | —                    | —                    | —       | —       | 2      | 0      |
| Beira-Mar (host.) | 2012/13 | Primeira Liga    | 7      | 2    | 1             | 0             | 3            | 0            | —                    | —                    | —       | —       | 11     | 2      |
| Al-Ahli           | 2013/14 | Saudi Pro League | 9      | 0    | 2             | 1             | 0            | 0            | 2                    | 0                    | —       | —       | 13     | 1      |
| Al-Ahli           | 2014/15 | Saudi Pro League | 0      | 0    | 0             | 0             | 0            | 0            | 0                    | 0                    | —       | —       | 0      | 0      |
| Al-Ahli           | Celkem  | Celkem           | 9      | 0    | 2             | 1             | 0            | 0            | 2                    | 0                    | 0       | 0       | 13     | 1      |
| Ar-Raed           | 2015/16 | Saudi Pro League | 16     | 1    | 2             | 1             | 0            | 0            | —                    | —                    | 1       | 1       | 19     | 3      |
| Ar-Raed           | 2016/17 | Saudi Pro League | 15     | 2    | 2             | 0             | 1            | 0            | —                    | —                    | —       | —       | 18     | 2      |
| Ar-Raed           | 2017/18 | Saudi Pro League | 15     | 3    | 1             | 0             | 0            | 0            | —                    | —                    | 2       | 1       | 18     | 4      |
| Ar-Raed           | 2018/19 | Saudi Pro League | 25     | 16   | 3             | 4             | —            | —            | —                    | —                    | —       | —       | 28     | 20     |
| Ar-Raed           | Celkem  | Celkem           | 71     | 22   | 8             | 5             | 1            | 0            | 0                    | 0                    | 3       | 2       | 83     | 29     |
| Al-Hilal (host.)  | 2019/20 | Saudi Pro League | 20     | 4    | 4             | 3             | —            | —            | 1                    | 0                    | 0       | 0       | 25     | 7      |
| Al-Hilal          | 2020/21 | Saudi Pro League | 24     | 6    | 1             | 0             | —            | —            | 5                    | 0                    | 1       | 0       | 31     | 6      |
| Al-Hilal          | Celkem  | Celkem           | 44     | 10   | 5             | 3             | 0            | 0            | 6                    | 0                    | 1       | 0       | 56     | 13     |
| Celkem            | Celkem  | Celkem           | 133    | 34   | 16            | 9             | 4            | 0            | 8                    | 0                    | 4       | 2       | 165    | 45     |

### Reprezentační
| Saúdská Arábie | Saúdská Arábie | Saúdská Arábie |
| Rok            | Zápasy         | Góly           |
| -------------- | -------------- | -------------- |
| 2020           | 2              | 1              |
| 2021           | 11             | 6              |
| 2022           | 8              | 4              |
| Celkem         | 21             | 11             |

## Ocenění

### Klubová

#### Al-Hilal
- Saudi Professional League: 2019/20, 2020/21, 2021/22
- King Cup: 2019/20
- Liga mistrů AFC: 2019, 2021
- Saudi Super Cup: 2021